# Joint Venture (Liedermacher)

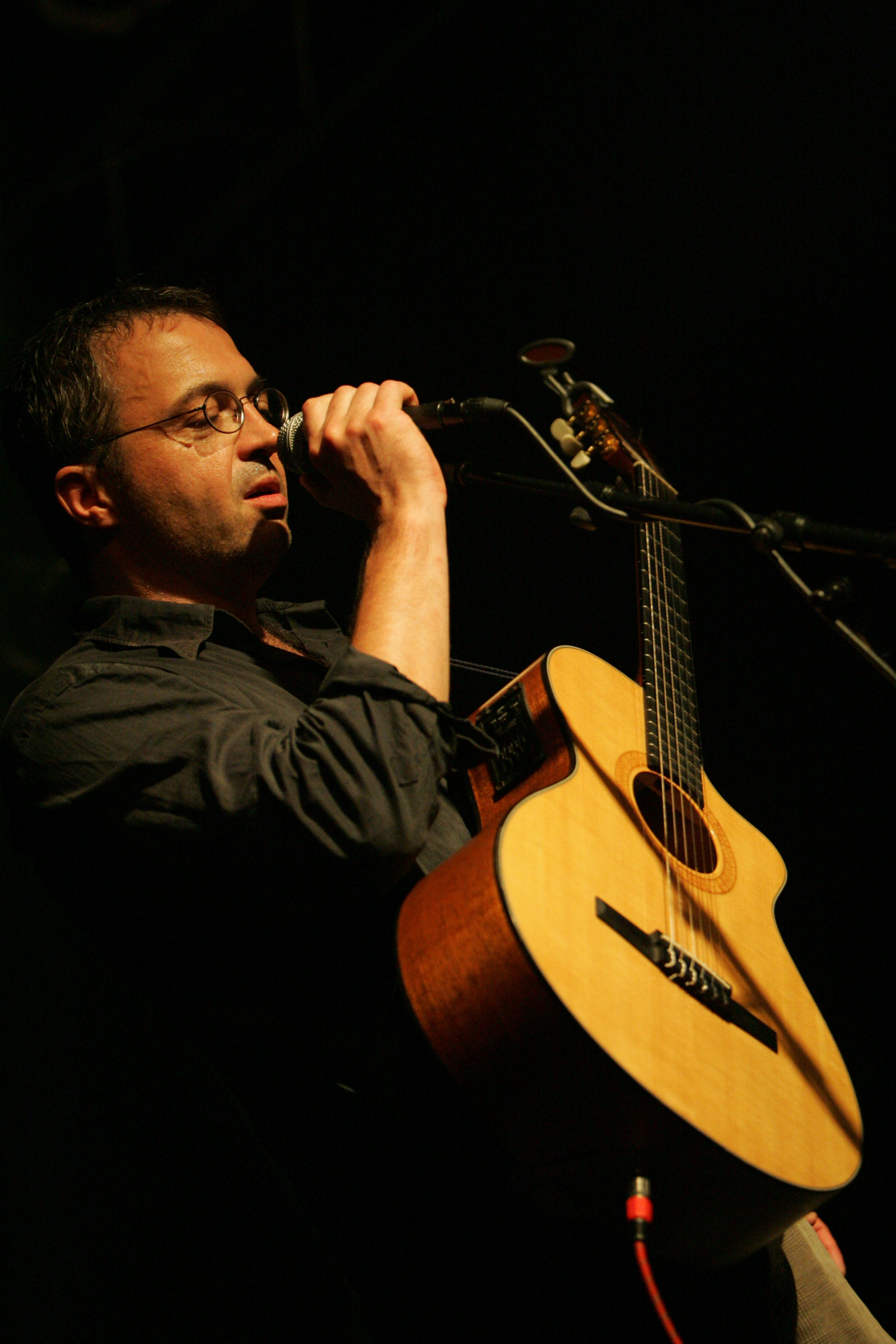
Götz Widmann bei einem seiner Konzerte (Promo-Tour)

Joint Venture war ein Bonner Liedermacher-Duo, welches zwischen 1993 und 2000 bestand.

## Geschichte
Gegründet wurde Joint Venture im Jahre 1993 von Martin „Kleinti“ Simon und Götz Widmann. Der erste Auftritt des Duos fand im Oktober 1993 in der Bonner Kneipe Anno Tubac beim „Folktreff“ statt. Widmann und Simon schrieben in ihren deutschen Texten, die meistens der Unterhaltung dienen sollten, über Alltagsthemen, Politik, Sexualität, Alkohol, Haschisch und andere Drogen. Neben dem überwiegenden Anteil selbst geschriebener Lieder, gab es einige Coverversionen bekannter Lieder mit eigenen Texten, wie Spucken gehen (Yesterday) und Ellis (Living next door to Alice). Begleitet haben sie ihre Lieder mit zwei Akustikgitarren und einer Mundharmonika (Simon z. B. in Süffelmann). Gelegentlich kam ein Kazoo (z. B. in Arsch) zum Einsatz. Joint Venture standen am Anfang einer neueren deutschen Liedermacher-Szene (auch Liedermaching), da sie sich deutlich von den aus den 1970er Jahren stammenden Liedermachern abgrenzten. Viele Joint-Venture-Lieder finden sich als Coverversionen bei diversen deutschsprachigen Gruppen wieder. So gibt es unter anderem Coverversionen des Liedes Tach, Herr Chef von Vicki Vomit und der a cappella Band Viva Voce. Das Lied Süffelmann wurde von der Kölner Kölschrock-Gruppe Brings gecovert. Der Name des Debütalbums Dinger stammt nicht von dem Wort Ding für etwas unspezifisches, sondern ist ein Wortspiel aus Dichter und Sänger. Joint Venture hatten ursprünglich vor, sich Dinger anstatt Liedermacher zu nennen, da Liedermacher zu dieser Zeit nicht mehr im Trend lagen.
Am 5. Juni 2000 starb Martin Simon fast 34-jährig unerwartet an einem Herzinfarkt, was das Ende für Joint Venture bedeutete. Zu der Beerdigung auf dem Friedhof am Buchenhang am Fuße des Bonner Venusberges kamen etwa 300 Freunde, Fans und Angehörige. Unter den Trauergästen waren u. a. der Künstler Gottfried Helnwein und der Comedian Ingo Appelt. Götz Widmann tritt seitdem als Solokünstler auf und spielt bei seinen Konzerten nach wie vor auch alte Joint-Venture-Stücke.

## Diskografie
- 1995: Dinger
- 1995: Augen zu
- 1996: Unanständige Lieder (Live)
- 1998: Ich brauch’ Personal
- 1999: Extremliedermaching
- 2002: Kleinti (Best-Of zu Ehren Kleintis)